# Braveheart. Waleczne serce
Braveheart. Waleczne Serce – dramat historyczny produkcji amerykańskiej z 1995 roku w reżyserii Mela Gibsona, opowiadający o przywódcy szkockiego powstania przeciwko rządom Anglii, Williamie Wallace.
Film był kręcony od 6 czerwca do 26 października 1994. Serwis Rotten Tomatoes przyznał mu wynik 78%.

## Fabuła
Pod koniec XIII w. król Szkocji umiera nie zostawiwszy po sobie potomka, a tym samym następcy tronu. Władzę nad krajem przejmują Anglicy, Szkocja dostaje się pod panowanie angielskiego króla Edwarda I. Przejęcie władzy odbywa się w wyjątkowo krwawych okolicznościach. Jednym ze świadków gwałtów i morderstw jest kilkunastoletni chłopak, William Wallace. Po latach spędzonych pod opieką stryja dorosły William wraca do rodzinnej wioski. Jedną z pierwszych osób, które spotyka, jest Murron – przyjaciółka z lat dzieciństwa. Dawne uczucie przeradza się w wielką i szczerą miłość. Aby uniknąć hańbiącego prawa pierwszej nocy, młodzi biorą ślub w tajemnicy, nawet przed najbliższymi. Nie zapobiega to nieszczęściu. Któregoś dnia jeden z angielskich żołnierzy usiłuje zgwałcić Murron. W obronie własnej dziewczyna zadaje mu kilka ran, za co zostaje publicznie stracona.
Wydarzenie to staje się momentem przełomowym w życiu młodego Szkota. Oszalały z rozpaczy William z pomocą innych mieszkańców wioski szturmem zdobywa pobliską angielską warownię. Wokół niego zaczynają się gromadzić tłumy Szkotów, gotowe do walki ze znienawidzonymi Anglikami, a William otrzymuje przydomek Braveheart – Waleczne Serce. Dysponujący liczną armią król Edward I pacyfikuje szkockie wioski. Bitwa pod Stirling kończy się jednak zwycięstwem Szkotów.
William Wallace otrzymuje tytuł szlachcica z rąk szkockich panów, którzy wobec Anglików prowadzą jednak politykę niezwykle ugodową. Król Edward I proponuje rozmowy pokojowe, na które wysyła księżniczkę Isabelle. Isabelle szybko ulega fascynacji Williamem Wallace’em. Wkrótce zdradza mu plan sekretnego ataku Anglików, co pozwala wojskom szkockim uniknięcia zasadzki. Tym razem jednak przekupiona dobrami ziemskimi szlachta szkocka zdradza i wojska Wallace’a ponoszą klęskę. Williamowi udaje się odbudować swe oddziały, zagrożony król ponownie wysyła Isabelle z misją pokojową. Jej spotkanie z Wallace’em przybiera intymny charakter. Wkrótce jednak na skutek kolejnej zdrady zostaje on pojmany i wydany w ręce króla Edwarda I.

## Postaci
- William Wallace (Mel Gibson) – główny bohater filmu, stanął na czele powstania przeciwko Anglikom, chce się zemścić za śmierć żony.
- Izabela (Sophie Marceau) – synowa króla Anglii, żona księcia Edwarda. Zakochuje się w Williamie.
- Edward I Długonogi (Patrick McGoohan) – król Anglii, ojciec księcia Edwarda, chce podbić Szkocję.
- Murron MacClannough (Catherine McCormack) – żona Wallace’a, wychodząc za niego potajemnie łamie tzw. prawo pierwszej nocy, nadane przez Edwarda Długonogiego, nakazujące noc poślubną spędzić szkockiej kobiecie z angielskim wielmożą. Zostaje skazana na karę śmierci za napaść na angielskiego żołnierza (broniła się w ten sposób przed gwałtem).
- Robert Bruce (Ian Bannen) – wpływowy szlachcic, chce zapewnić swemu synowi tron Szkocji (pod warunkiem, że Szkoci pokonają Anglików i staną się niezależnym państwem).
- Robert Bruce (Angus Macfadyen) – syn Roberta Bruce’a starszego, dążący do objęcia tronu szkockiego.
- książę Edward (Peter Hanly) – syn króla Edwarda, mąż księżniczki Izabeli, następca angielskiego tronu.
- Hamish (Brendan Gleeson) – przyjaciel Wallace’a. Walczy w wojsku.
- Stephen (David O’Hara) – jeden z rekrutów szkockiego wojska, Irlandczyk.
- Mornay (Alun Armstrong) – szkocki szlachcic, zdradza Wallace’a podczas bitwy pod Falkirk, za co zostaje następnie zamordowany przez Williama.
- młody William (James Robinson)
- Malcolm Wallace (Sean Lawlor) – ojciec Williama.
- John Wallace (Sandy Nelson) – brat Williama.
- Campbell (James Cosmo) – ojciec Hamisha.
- MacClannough (Sean McGinley) – żołnierz.
- matka MacClannougha (Gerda Stevenson)
- młoda Murron MacClannough (Mhairi Calvey)
- młody Hamish (Andrew Weir)
- Argyle Wallace (Brian Cox) – stryj Williama.
- Phillip (Stephen Billington) – żołnierz.
- Craig (John Kavanagh) – żołnierz.

## Ekipa
- Reżyseria – Mel Gibson
- Scenariusz – Randall Wallace
- Zdjęcia – John Toll
- Muzyka – James Horner
- Scenografia – Thomas E. Sanders
- Montaż – Steven Rosenblum
- Kostiumy – Charles Knode
- Producent wykonawczy – Stephen McEveety
- Casting – Patsy Pollock
- Dekoracja wnętrz – Peter Howitt
- Dyrektor artystyczny – Ken Court, Nathan Crowley, John Lucas, Ned McLoughlin

## Nagrody
Film otrzymał wiele nagród, m.in. był zdobywcą 5 Oscarów w 1995 roku:
- 1996 – Mel Gibson Oscar najlepszy reżyser
- 1996 – Mel Gibson Oscar najlepszy film
- 1996 – Mel Gibson Złoty Glob najlepszy reżyser
- 1996 – John Toll, Nagroda Główna Oscar najlepsze zdjęcia
- 1996 – John Toll, Nagroda Główna BAFTA najlepsze zdjęcia

### Nominacje
- 1996 – James Horner (nominacja) Oscar najlepsza muzyka
- 1996 – James Horner (nominacja) Złoty Glob najlepsza muzyka
- 1996 – Randall Wallace (nominacja) Oscar najlepszy scenariusz oryginalny
- 1996 – James Horner (nominacja) BAFTA najlepsza muzyka
- 1996 – Mel Gibson (nominacja) BAFTA najlepszy reżyser
- 1996 – John Toll (nominacja) najlepsze zdjęcia Camerimage
- 1996 – (nominacja) Złoty Glob najlepszy dramat
- 1996 – Randall Wallace (nominacja) Złoty Glob najlepszy scenariusz
- 1996 – (nominacja) MTV Movie Award najlepszy film
- 1996 – Mel Gibson (nominacja) MTV Movie Award najlepsza rola męska
- 1996 – (nominacja) Oscar najlepszy montaż
- 1996 – James Horner (nominacja), Saturn za najlepszą muzykę
- 1996 – (nominacja) Saturn najlepszy film akcji/przygodowy/thriller
- 1996 – John Toll (nominacja) Złota Żaba Camerimage

## Ocena filmu
Użytkownicy portalu Filmweb ocenili obraz na 8,1 na 10 możliwych punktów (stan na styczeń 2022 przy liczbie 394 801 głosujących). Widzowie-użytkownicy anglojęzycznego portalu IMDb ocenili film na 8,4 na 10 (styczeń 2022).